# Delkiu
Delkiu (ros. Делькю, Dielkiu) – rzeka w azjatyckiej części Rosji, w Jakucji, jedna z rzek tworzących Ożoginę. Długość 137 km.
Źródła w Górach Momskich; płynie w kierunku północnym, w górnym i środkowym biegu wąską doliną, ma charakter rzeki górskiej; w dolnym biegu po terenie nizinnym silnie meandrując; łączy się z rzeką Sułakkan tworząc Ożoginę. 